# Novoviktorivka, Novomîkolaiivka
Novoviktorivka (în ucraineană Нововікторівка) este un sat în comuna Terseanka din raionul Novomîkolaiivka, regiunea Zaporijjea, Ucraina.

## Demografie
Componența lingvistică a localității Novoviktorivka
     Ucraineană (90,57%)
     Rusă (9,43%)
Conform recensământului din 2001, majoritatea populației localității Novoviktorivka era vorbitoare de ucraineană (90,57%), existând în minoritate și vorbitori de rusă (9,43%).